# Jane Eyre (film, 1914)
 (août 2025).
Pour les articles homonymes, voir Jane Eyre (homonymie).
Pour plus de détails, voir Fiche technique et Distribution.
Jane Eyre est un film muet américain réalisé par Martin Faust, sorti en 1914.

## Synopsis
Un an après son mariage, M. Rochester de Thornfield Hall est obligé d'enfermer sa femme, prise de folie violente, au 3ème étage de leur maison. Des années après, Rochester, qui se fait passer pour veuf, engage la jeune Jane Eyre comme gouvernante de sa fille Adele. En visite à Thornfield Hall, John Mason, le frère de Mme Rochester, découvre que sa sœur est très agitée et apprend que Rochester a l'intention d'épouser Jane. Il interrompt le mariage au moment où Rochester et Jane échangeaient leurs vœux. Ayant appris que la femme de Rochester était encore vivante, Jane quitte Thornfield Hall et est accueillie par le Révérend St. John Rivers. Entre-temps, Mme Rochester a mis le feu à la maison après avoir appris la trahison de son mari. Rochester tente en vain de la sortir des flammes et y perd la vue. Jane le retrouve trébuchant près d'un précipice et finit par l'épouser.

## Fiche technique
- Titre original : Jane Eyre
- Réalisation : Martin Faust
- Scénario : John William Kellete, d'après le roman de Charlotte Brontë
- Société de production : Whitman Features Company
- Société de distribution : Blinkhorn Photoplays Corporation
- Pays d'origine :  États-Unis
- Langue originale : anglais
- Format : Noir et blanc  — 35 mm — 1,37:1 — Film muet
- Genre : drame
- Durée : 4 ou 5 bobines
- Dates de sortie : États-Unis : novembre 1914
- Licence : Domaine public

## Distribution
- Lisbeth Blackstone : Jane Eyre
- John Charles : Rochester
- Dallas Tyler
- Harrish Ingraham
- Alan Hale